# Aspilota convexula
Aspilota convexula är en stekelart som beskrevs av Fischer 1971. Aspilota convexula ingår i släktet Aspilota och familjen bracksteklar. Inga underarter finns listade.